# Комарів (Шептицький район)
Комарі́в — село в Україні, у Шептицькому районі Львівської області. Населення становило 765 осіб за даними всеукраїнського перепису населення 2001 року.

## Історія
10 квітня 1944 р. поляки і німці повели спільний наступ на село, який відбила місцева самооборона за підтримки самооборони сусідніх сіл. В бою вбито 5 поляків і 1 німець, ще 5 німців тяжко поранено. Власні втрати: 2 вбиті, 1 полонений. На прохання ксьондза-шовініста Шукальського німецький ортскомендант в Сокалі роздав полякам кількадесят крісів і ті рушили на Комарів. Українці зустріли нападників кулями: 21 поляка вбито, ще кількох поранено. Власні втрати: 2 вбитих.

## Пам'ятки
В селі є дерев'яна церква Покрови Пресвятої Богородиці, збудована у 1893 році. З 1961 по 1989 роки церква була зачиненою, інколи використовувалася як краєзнавчий музей. Зараз церква належить УАПЦ.
Також є напівзруйнована старовинна католицька філіальна каплиця, яка пізніше була реставрована.

## Відомі мешканці

### Народились
- Дідич Володимир Петрович — український науковець, механік, доктор технічних наук, професор.

## Галерея
|                        |
| Каплиця в селі Комарів |

|                                |
| Реставрація каплиці (2017 рік) |

|                                |
| Реставрація каплиці (2017 рік) |

|                                |
| Реставрація каплиці (2017 рік) |